# Supercopa de España de Baloncesto 2016
La Supercopa de España de Baloncesto 2016 o Supercopa Endesa fue la 13.ª edición del torneo desde que está organizada por la ACB y la 17.ª desde su fundación. Se disputó en el Fernando Buesa Arena de Vitoria entre el 23 y el 24 de septiembre de 2016. El Herbalife Gran Canaria resultó campeón, tras vencer en la final al FC Barcelona Lassa.

## Equipos participantes
Los equipos participantes de acuerdo a los criterios de participación establecidos por la ACB fueron:
| Club                   | Clasificación                             | Partic. |
| ---------------------- | ----------------------------------------- | ------- |
| Saski Baskonia         | Anfitrión y participante de la Final Four | 11.ª    |
| Real Madrid            | Campeón de la Liga Endesa                 | 14.ª    |
| FC Barcelona Lassa     | Subcampeón de la Liga Endesa              | 13.ª    |
| Herbalife Gran Canaria | Subcampeón de la Copa del Rey             | 3.ª     |

## Semifinales
El sorteo de las semifinales fue puro al tener un único cabeza de serie, el Real Madrid, por ser el ganador de la Liga Endesa y de la Copa del Rey. Se realizó el 5 de septiembre, determinando las siguientes semifinales:
| 23 de septiembre de 2016 19:00h (CEST) el | Saski Baskonia                           | 80–84                | Herbalife Gran Canaria                    | |  |
|                                           | Parciales: 13-17, 12-15, 28-21, 27-31    |                      |                                           | |  |
|                                           | Estadísticas Shengelia 16 Tillie 6 Luz 7 | Reporte Pts Reb Asts | Estadísticas Kuric 24 Planinic 8 Oliver 5 | Pabellón: Fernando Buesa Arena, Vitoria Asistencia: 9.257 espectadores Árbitros: José Antonio Martín Bertrán Antonio Conde Luis Miguel Castillo |  |

| 23 de septiembre de 2016 21:30h (CEST) | Real Madrid                                | 93–99                | FC Barcelona Lassa                  | |  |
|                                        | Parciales: 26-26, 22-21, 22-26, 23-26      |                      |                                     | |  |
|                                        | Estadísticas Llull 27 Dončić 8 Fernández 5 | Reporte Pts Reb Asts | Estadísticas Rice 30 Tomić 8 Rice 6 | Pabellón: Fernando Buesa Arena, Vitoria Asistencia: 9257 espectadores Árbitros: Juan Carlos García González Benjamín Jiménez Carlos Peruga |  |

## Final
| 24 de septiembre de 2016 19:00h (CEST) | Herbalife Gran Canaria                        | 79–59                | FC Barcelona Lassa                                 | |  |
|                                        | Parciales: 23-17, 27-22, 12-9, 17-11          |                      |                                                    | |  |
|                                        | Estadísticas McCalebb 15 O'Neale 8 McCalebb 5 | Reporte Pts Reb Asts | Estadísticas Navarro; Claver 12 Dorsey 8 Navarro 4 | Pabellón: Fernando Buesa Arena, Vitoria Asistencia: 9350 espectadores Árbitros: José Antonio Martín Bertrán Antonio Conde Sergio Manuel |  |